# Forcipomyia moorei
Forcipomyia moorei är en tvåvingeart som beskrevs av Clastrier och Wirth 1995. Forcipomyia moorei ingår i släktet Forcipomyia och familjen svidknott. Inga underarter finns listade i Catalogue of Life.